# 赤道几内亚地理
赤道几内亚位于非洲中西部几内亚湾，由大陆上的木尼河地区和几内亚湾内的比奥科、安诺本、科里斯科等岛屿组成。木尼河地区西濒大西洋，北接喀麦隆，东、南与加蓬交界。总面积28051.46平方千米（其中大陆部分26017.46平方千米，岛屿2034平方千米）。

## 地形
赤道几内亚大陆地区沿海为狭长平原（宽20千米），岸线平直，少港湾，有很长的海滩；南面的科戈附近有低陡崖。内陆为高原，地势向东面的加蓬边界高起，一般海拔500～1000米。由东向西流的贝尼托河（旧称姆比尼河）贯穿大陆地区中部。各岛都是火山岛，为喀麦隆火山在几内亚湾的延伸。比奥科岛由3座死火山锥构成，有火山湖和肥沃的熔岩土壤。北部的一座火山巴希莱峰海拔3011米，为全国最高点。

## 气候
赤道几内亚全国属于湿热带气候，有适中的干季。大陆海岸地区年降雨量在2400～4600毫米之间；内陆地区降雨较少，且在6～8月。比奥科岛多雨，11～3月为微干期，其余时间潮湿、多云，温暖。境内年均气温恒定，为26℃。

## 河流湖泊
赤道几内亚大陆地区河流基本上自东向西流入大西洋，主要河流有北部与喀麦隆的界河－恩特姆河，中部发源于加蓬的贝尼托河（旧称姆比尼河），南部的木尼河。南部有科莫河及其支流和奥果韦河部分支流向南流入加蓬境内。

## 生态植被
赤道几内亚大陆区域遍布浓密的热带雨林植被，其中有加蓬红木、非洲红桃木和多种红木。野生动物有大猩猩、黑猩猩、猴子、豹、大象和鳄鱼。比奥科岛沿岸有红树沼泽，无大型动物。